# We Are the Night
We Are the Night är Chemical Brothers sjätte studioalbum, utgivet den 27 juni 2007.

## Låtförteckning
1. ”No Path to Follow” (featuring Willy Mason)– 1:04
2. ”We Are the Night” – 6:33
3. ”All Rights Reversed” (featuring Klaxons) – 4:42
4. ”Saturate” – 4:49
5. ”Do It Again” (featuring Ali Love)– 5:33
6. ”Das Spiegel” – 5:51
7. ”The Salmon Dance” (featuring Fatlip) – 3:40
8. ”Burst Generator” – 6:52
9. ”A Modern Midnight Conversation” – 5:56
10. ”Battle Scars” (featuring Willy Mason) – 5:50
11. ”Harpoons” – 2:25
12. ”The Pills Won't Help You Now” (featuring Midlake) – 6:35